# Mesochorus maculatus
Mesochorus maculatus är en stekelart som beskrevs av Dasch 1974. Mesochorus maculatus ingår i släktet Mesochorus och familjen brokparasitsteklar. Inga underarter finns listade i Catalogue of Life.